# Med Service Flight 056
Med Service Flight 056 var en ambulansflygning med flygplanstypen Learjet 55 som sent på kvällen den 31 januari 2025 havererade nära ett köpcentrum i Philadelphia.

## Bakgrund
Flygplanets callsign var "Med Service" och dess registrering var XA-UCI. Flygningen var akutmedicinsk med en barnpatient, hennes mor och fyra andra ombord. Flygningens slutdestination var Tijuana efter ett stopp i Springfield i Missouri. Planet kraschade kort efter starten på fredagskvällen i ett bostadsområde i Philadelphia och exploderade i en eldboll som slukade flera hus i området Roosevelt Boulevard and Cottman.

### Olycksoffer
Alla sex personer ombord kom från Mexiko. Barnet, Valentina Guzman Morillo, 11, hade behandlats i Philadelphia för ett livshotande tillstånd och var på väg hem till Mexiko, enligt Shai Gold, talesperson för Jet Rescue Air Ambulance. 
Patienten och hennes mor var ombord tillsammans med fyra besättningsmedlemmar. Samtliga personer ombord bekräftades avlidna den 1 februari. Även tjugofyra personer på marken skadades, varav flera allvarligt. En av de tjugofyra skadade dog senare av sina skador.

### Utredning
Den 10 mars 2025 är olycksorsaken fortfarande inte klarlagd.

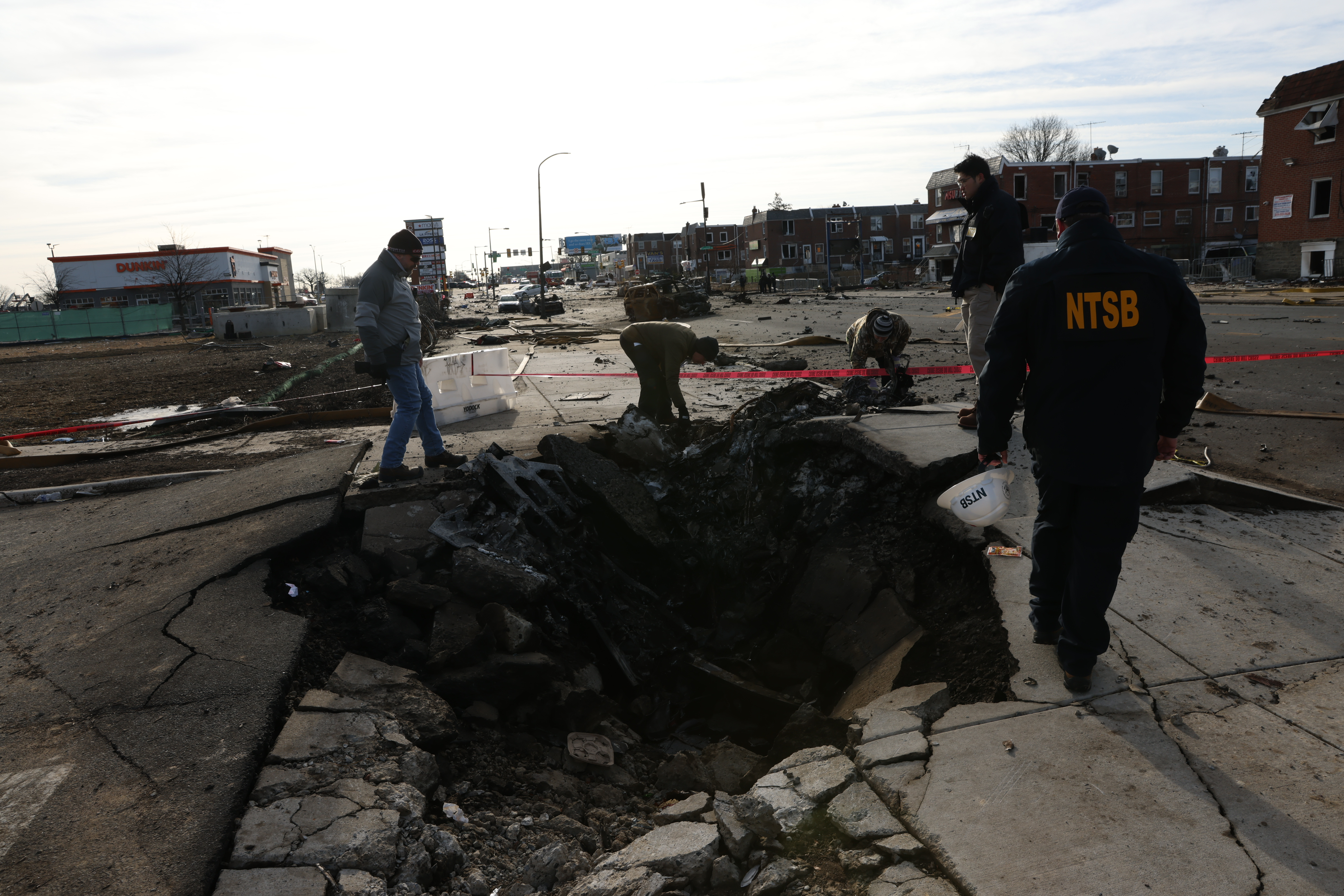
Utredare från NTSB vid olycksplatsen den 2 februari 2025.

Den amerikanska flygsäkerhetsmyndigheten FAA tillkännagav att man kommer att utreda olyckan under ledning av National Transportation Safety Board (NTSB). En utredare från NTSB anlände till olycksplatsen den 31 januari och fler representanter för myndigheten anslöt den 1 februari.

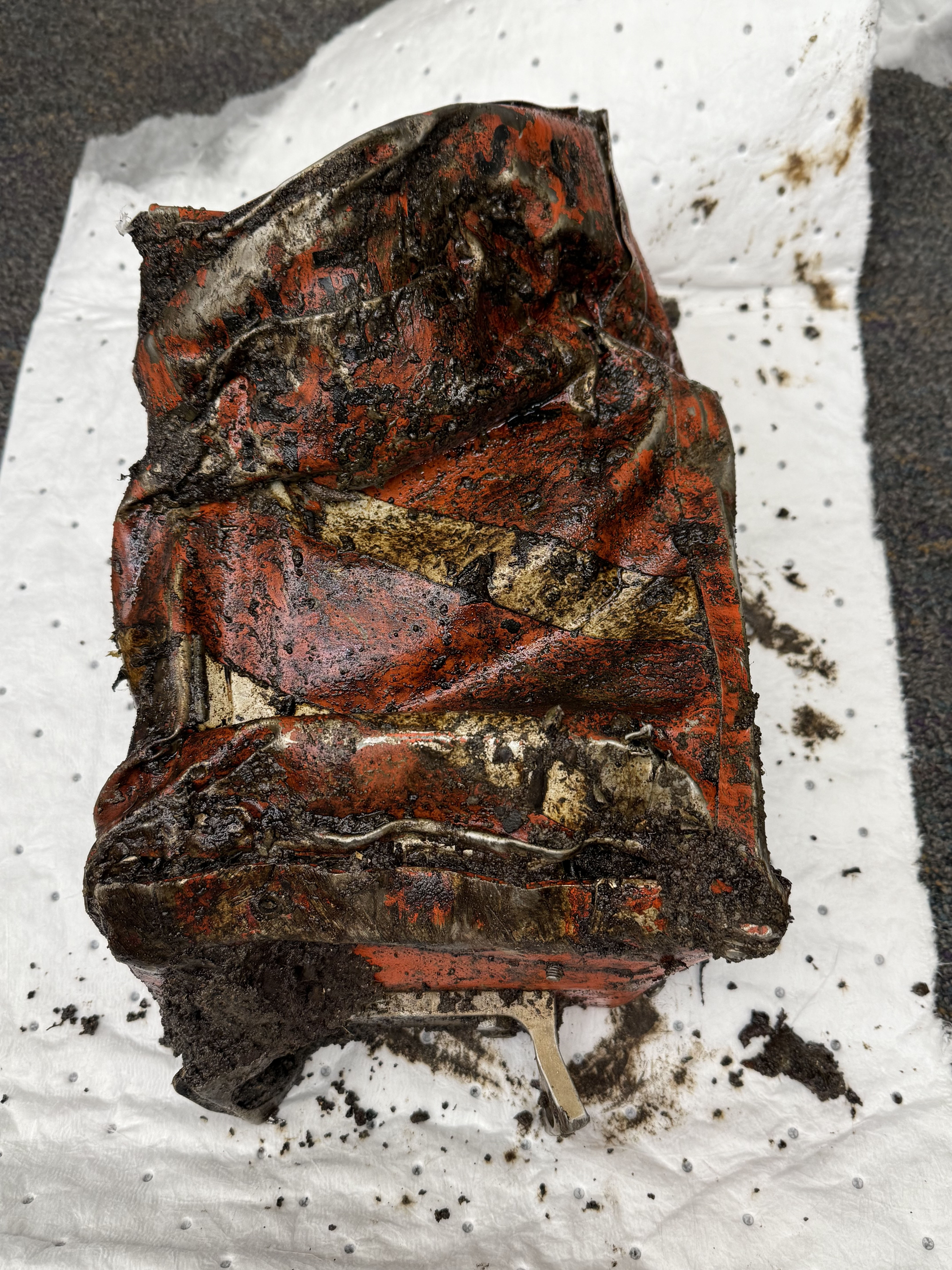
Planets färdskrivare (CVR, Cockpit voice recorder) bärgad av NTSB vid olycksplatsen.

Den 2 februari bärgade NTSB planets färdskrivare, populärt kallat den Svarta lådan, planets varningssystem för alltför låg flyghöjd(en) som kan innehålla färd-data, samt planets två motorer. De olika föremålen sändes till NTSB:s Vehicle Recorders Laboratory i Washington, D.C.
Den 6 mars bekräftade NTSB i en preliminär rapport att ljudregistratorn från flygplanet inte hade spelat in vid olycktillfället och att den antagligen inte hade varit igång på flera år.